# Upprorsänglar
Upprorsänglar (originaltitel Rebel Angels) utkom 2006 och är den andra boken i trilogin om Gemma Doyle skriven av Libba Bray. Första delen i serien heter Ögat över månskäran och sista delen Längtans rike.